# István Széchenyi
Grof István Széchenyi de Sárvár-Felsővidék (hrv. Ištvan Sečenji) (Beč, 21. rujna 1791. – Oberdöbling, 8. travnja 1860.) bio je mađarski državnik, politički teoretičar, književnik, pisac i inženjer. Smatra se velikim inspiratorom modernizacije Mađarske u 19. stoljeću, najvećim mađarskim državnikom i jednim od najznačajnih Mađara. Zalagao se i za razvoj Hrvata unutar Habsburške Monarhije.
Potjecao je iz plemićke obitelji Széchenyi. Otac Istvána Széchenyija bio je prosvijećeni aristokrat koji je utemeljio Mađarski nacionalni muzej i Mađarsku nacionalnu knjižnicu (mađ. Országos Széchényi Könyvtár). Széchenyiji su bili stara i utjecajna plemićka obitelj u Mađarskoj. Tradicionalno odani kući Habsburg, bili su povezani s plemićkim obiteljima, poput Liechtensteina, kuće Esterházy i kuće Lobkowicz.
Nakon privatnog obrazovanja, mladi Széchenyi pridružio se austrijskoj vojsci i sudjelovao u Napoleonskim ratovima. Istaknuto se borio u bitci kod Raaba (14. lipnja 1809.) i 19. srpnja doveo do kasnijeg spajanja dviju austrijskih vojski prenijevši poruku preko Dunava generalu Chasteleru riskirajući svoj život. Jednako je nezaboravna njegova poznata vožnja kroz neprijateljske linije u noći između 16. i 17. listopada 1813. kako bi Blücheru i Bernadotteu prenio želje dvojice careva da idućeg dana, u određeno vrijeme, sudjeluju u bitci kod Leipziga. U svibnju 1815. prebačen je u Italiju, te je u bitci kod Tolentina rastjerao Muratovu tjelesnu stražu oštrim konjaničkim napadom. Napustio je službu kao kapetan 1826. (nakon što mu je odbijeno unapređenje u bojnika) i usmjerio svoj interes prema politici.
Od rujna 1815. do 1821. Széchenyi je mnogo putovao Europom, posjetio: Francusku, Englesku, Italiju, Grčku i Levant te proučavao njihove institucije. Grof Széchenyi brzo je postao svjestan sve većeg jaza između modernog svijeta i njegove rodne Mađarske. Do kraja života bio je odlučan reformator i promicao je razvoj u Mađarskoj.
Széchenyi je, između ostalog, bio odgovoran za prilagodbu dunavskog bazena, izgradnju prve mađarske željezničke pruge i pokrivanje cesta u Mađarskoj makadamom, prema engleskom procesu koji je tamo naučio. Godine 1825. osnovao je Mađarsku akademiju znanosti i bio je njen potpredsjednik. Széchenyi je za Mađarsku akademiju znanosti darovao puni godišnji prihod svojih imanja te godine, 60.000 forinti. U svom prvom potpredsjedničkom obraćanju Akademiji podsjetio je svoje zemljake "sada kada su osnovali vlastitu Akademiju" na njihovu dužnost da teoretski podupiru druge zemlje pod "krunom sv. Stjepana" (Hrvate, Čehe, Slovake i dr.) u njihovim vlastitim težnjama za "zdravim nacionalizmom". Godine 1827. organizirao je „Nemzeti Kaszinó” ili Nacionalni kasino, forum za domoljubno mađarsko plemstvo. Kasino je imao važnu ulogu u reformskom pokretu pružajući institut za političke dijaloge.
Kako bi došao do šire javnosti, Széchenyi je odlučio objaviti svoje ideje. Njegov niz političkih spisa, obraćao se mađarskom plemstvu. Osudio je njihov konzervativizam i ohrabrio ih da se odreknu feudalnih privilegija (npr. statusa oslobođenja od oporezivanja) i djeluju kao pokretačka elita za modernizaciju.
Godine 1832. pokrenuo je inicijativu za izgradnju lančanog mosta između Budima i Pešte, prvog trajnog mosta preko Dunava u Mađarskoj, koji od 1899. službeno nosi njegovo ime Széchenyijev lančani most (mađ. Széchenyi lánchíd). Godine 1836. u dobi od 45 godina Széchenyi se u Budimu oženio groficom Crescenciom von Seilern und Aspang. Imali su troje djece.
Godine 1848. bio je ministar javnih radova i prometa u Batthyányjevoj vladi. Početkom rujna 1848. Széchenyijevo nervozno stanje donijelo mu je depresiju i slom; liječnik ga je uputio u privatni azil dr. Gustava Görgena u Oberdöblingu. Uz brigu svoje supruge, postupno se dovoljno oporavio da nastavi pisati, ali se nije vratio u politiku.
Još uvijek pateći od depresije, Széchenyi je počinio samoubojstvo hicem iz vatrenog oružja u glavu 8. travnja 1860., u svojoj 68. godini.
Széchenyija nazivaju „Najvećim Mađarom” (mađ. a legnagyobb magyar), a taj epitet duguje Lajosu Kossuthu, koji ga je tako nazvao 1840. U svakom mađarskom gradu jedna ulica ili trg nosi njegovo ime. Od 1990. Széchenyijev portret nalazi se na novčanici od 5000 mađarskih forinti, s novim dizajnom 1999. godine.

## Galerija
- József Schöfft: István Széchenyi kod Željeznih vrata
- Novčanica od 5000 mađarskih forinti
- Portret Istvána Széchenyija. Litografija Vinzenza Katzlera
- István Széchenyi i njegova žena